# Luciano Civelli
Luciano Civelli (Pehuajó, 6 ottobre 1986) è un ex calciatore argentino, di ruolo difensore.

## Biografia
Suo fratello maggiore, Renato, è anch'esso difensore.

## Caratteristiche tecniche
È un terzino sinistro  come il fratello.

## Palmarès
- Coppa del Cile: 1

Univ. de Chile: 2012-2013